# Waldhof-Falkenstein
Waldhof-Falkenstein is een plaats in de Duitse deelstaat Rijnland-Palts, en maakt deel uit van de Eifelkreis Bitburg-Prüm.
Waldhof-Falkenstein telt 20 inwoners.

## Bestuur
De plaats is een Ortsgemeinde en maakt deel uit van de Verbandsgemeinde Südeifel.

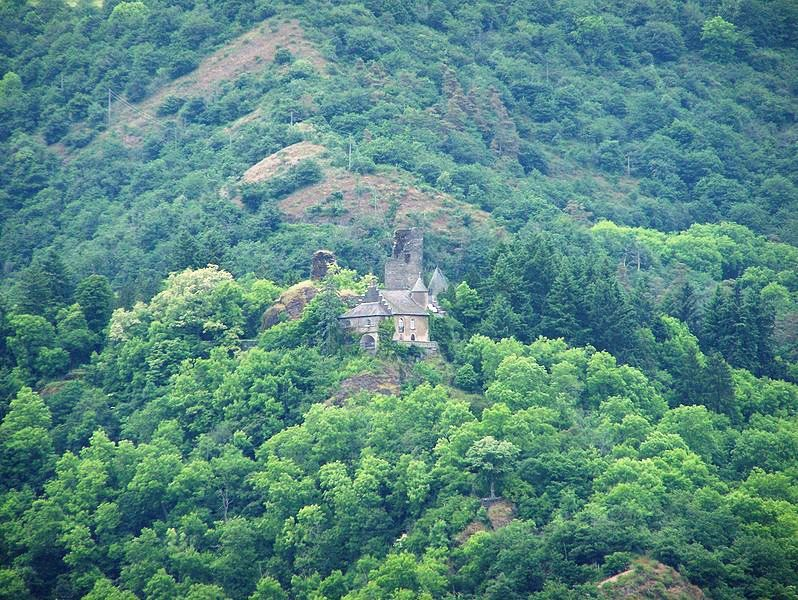
Burcht van Waldhof-Falkenstein

Verbandsvrije stad:  Bitburg